# Пальчев
Пальчев (пол. Palczew) — село в Польщі, у гміні Варка Груєцького повіту Мазовецького воєводства.
Населення — 138 осіб (2011).
У 1975-1998 роках село належало до Радомського воєводства.

## Демографія
Демографічна структура станом на 31 березня 2011 року:
|          | Загалом | Допрацездатний вік | Працездатний вік | Постпрацездатний вік |
| -------- | ------- | ------------------ | ---------------- | -------------------- |
| Чоловіки | 70      | 18                 | 45               | 7                    |
| Жінки    | 68      | 7                  | 42               | 19                   |
| Разом    | 138     | 25                 | 87               | 26                   |